# Solidus

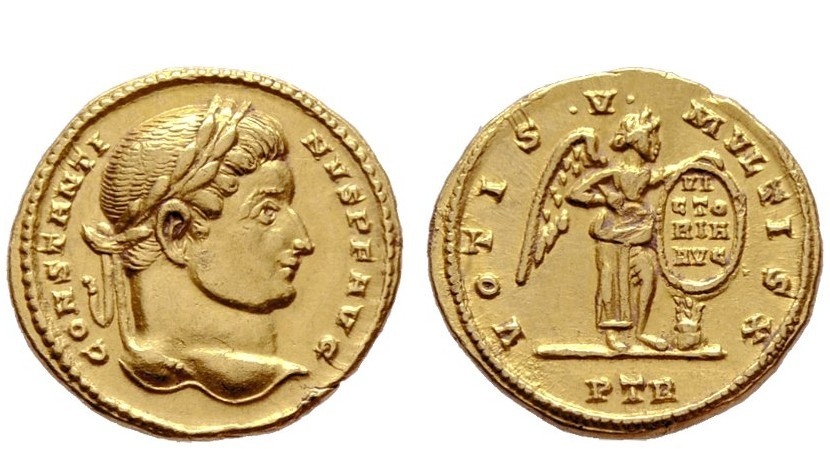
Der Solidus wurde von Konstantin dem Großen erstmals 309 in Trier geprägt. Hier ein Exemplar zum fünften Kaiserjubiläum, d. h. im Jahr 311. Die Buchstaben PTR stehen für Percussa TReveris, d. h. geschlagen in Trier.

Der Solidus oder Aureus Solidus war eine römisch-byzantinische Goldmünze. Er wurde vom Kaiser Konstantin dem Großen im Jahr 309 an Stelle des Aureus als neues Nominal eingeführt und blieb, ab dem 10. Jahrhundert als Histamenon und ab dem 11. Jahrhundert als Hyperpyron, bis zur Eroberung von Konstantinopel (1453) länger als ein Jahrtausend im Umlauf. Im 5. und 6. Jahrhundert kursierten viele Millionen Solidi im gesamten Mittelmeerraum und darüber hinaus. Der Solidus war bis zum beginnenden 12. Jahrhundert die „Leitwährung“ für ganz Europa und den gesamten Mittelmeerraum und wird auch als Euro des Mittelalters bezeichnet. Wörter wie Sold oder Soldat leiten sich vom Namen der Münze ab.

## Die tausendjährige Geschichte des Solidus

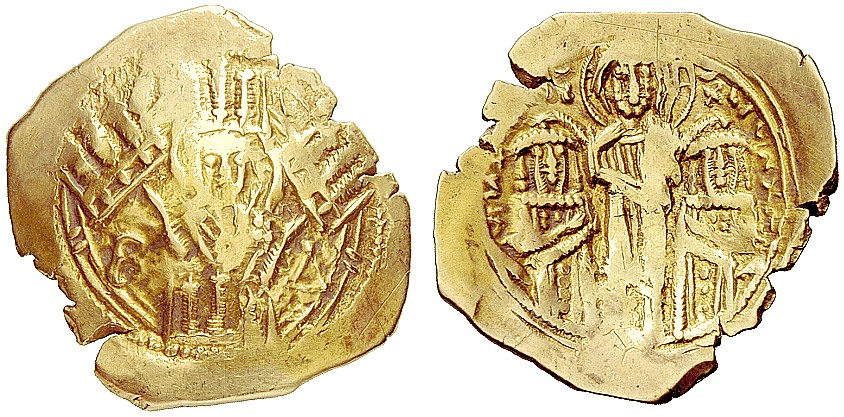
Die letzten Solidi wurden um das Jahr 1350 geprägt.

Der Aureus, der durch den Solidus abgelöst wurde, war seit Kaiser Augustus die römische Standardgoldmünze gewesen. Da der Aureus im 3. Jahrhundert massiv an Feingehalt und somit Wert verlor, war eine Reform notwendig, um das Vertrauen in die Leitwährung wiederherzustellen. Konstantin ließ den Solidus zuerst um 309 in Augusta Treverorum (Trier) prägen, seiner damaligen Residenz. Unter seiner Herrschaft wurde der neue Aureus Solidus – also der „feste, zuverlässige Aureus“ – nicht nur 324 die allgemeine Reichsmünze, sondern erlangte schnell über die Reichsgrenzen hinaus an Bedeutung.
Das Verhältnis zwischen dem alten Aureus und dem neuen Solidus betrug 5:6. Das bedeutet, dass Solidi und Aurei in der Übergangsphase nebeneinander zirkulieren könnten, 5 Aurei entsprachen 6 Solidi. Das Gewicht und damit der Wert des Solidus betrug 1⁄72 des römischen Pfunds und damit 1⁄6 der Unze, also rd. 4,5 Gramm. 72 Solidi ergaben ein römisches Pfund (0,325 kg) und 7200 Solidi ein römisches Centenarium (32,5 kg). Der durchschnittliche Durchmesser des Solidus beträgt rd. 20 mm.
Ein Solidus entsprach 24 Siliquae, wobei eine Siliqua (oder ein Karat) einem 1⁄1728 eines römischen Pfunds (Libra, lb) entsprach. Dies wird als Ursprung des Karats gesehen.

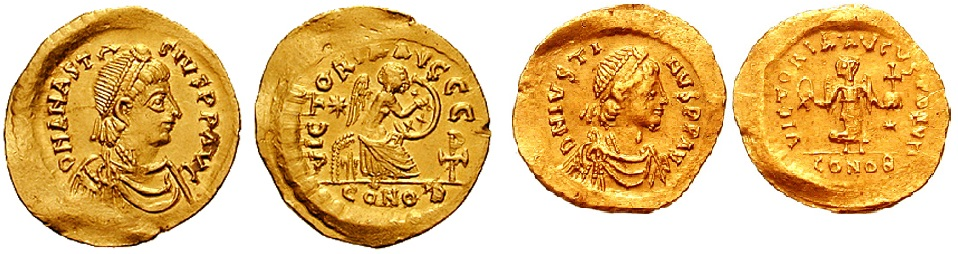
Semissis von Kaiser Anastasius (links) und Tremissis von Kaiser Justin I. (rechts)

Parallel zum Solidus wurden Halb- und Drittelsolidi (Semisses und Tremisses) geprägt. Die Semisses (⌀ 18 mm / 2,2 g) und Tremisses (⌀ 15 mm / 1,5 g) wurden in Konstantinopel bis unter Kaiser Michael I. (811 bis 813) und in Syrakus bis unter Kaiser Basileios I. (867 bis 886) geprägt. Selten sind dagegen Stücke von 1 ½, 2 und mehr Solidi, so genannte Multipla. Zu besonderen Anlässen wurden in der Spätantike in sehr geringer Zahl auch Multipla im Wert von 36 oder sogar 72 Solidi hergestellt, die der Kaiser als Geschenke an hohe Würdenträger verteilte.
Die Kaufkraft eines spätantiken Solidus war sehr hoch: Im 5. und 6. Jahrhundert betrug der Jahressold eines römischen Soldaten 4 bis 5 Solidi; die meisten alltäglichen Transaktionen wurden daher mit kleineren Münzen getätigt.

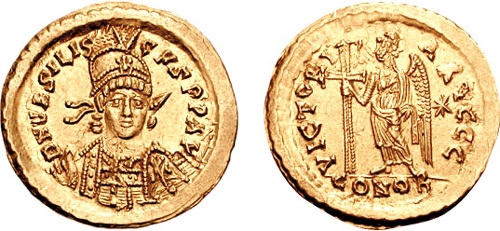
Dreiviertelfrontalbüste des Kaisers Basiliskos (475–476)

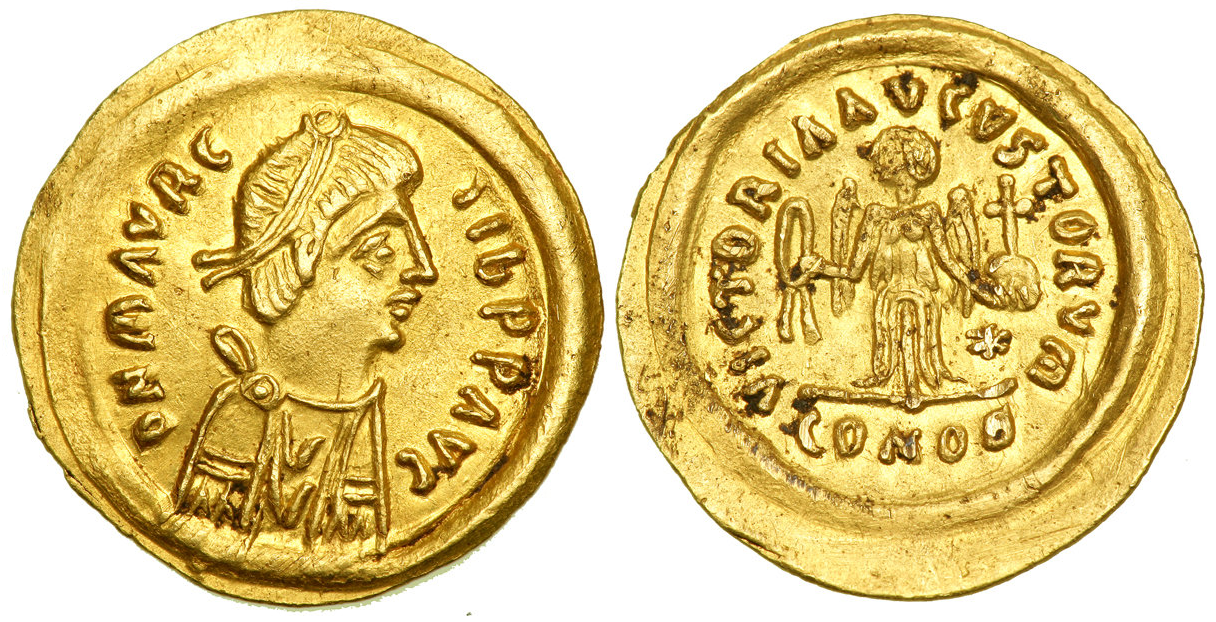
Tremissis des Kaisers Maurikios (582–602)

Auf den Solidi des 4. Jahrhunderts wurden die Kaiser noch regelmäßig im klassisch römischen Stil im Profil, nach rechts blickend und mit Diadem, dargestellt. Ab dem 5. Jahrhundert wurden die Herrscher auf den Solidi immer öfter als frontale oder Dreiviertelfrontalbüste, oft mit Helm, Panzer und Speer, abgebildet. Profildarstellungen wurden aber erst ab dem 7. Jahrhundert gänzlich unüblich. Die Qualität der Abbildungen nahm dabei seit dem 5. Jahrhundert deutlich ab.

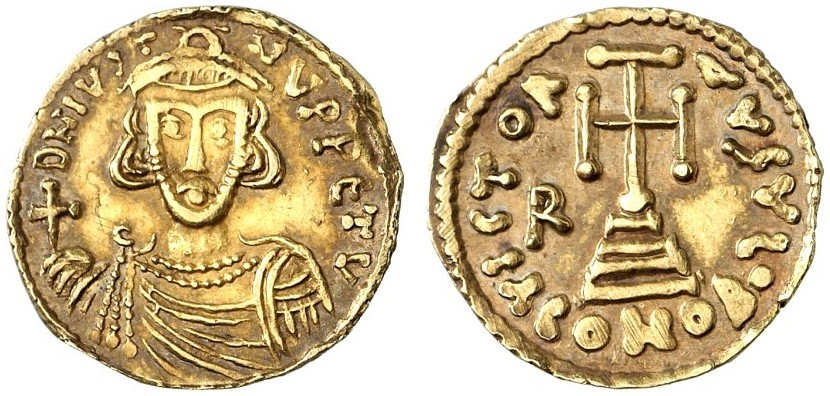
Solidus des langobardischen Herzogs von Benevent Romuald II. (706–731); Vorderseite: Kaiser Justinian II.

Nach der Inbesitznahme von gallischen, spanischen, italischen, britischen und nordafrikanischen Gebieten durch Sueben, Vandalen, Ostgoten, Westgoten, Franken, Burgunder und Angelsachsen im Rahmen der sogenannten Völkerwanderung prägten die Herrscher der germanischen Nachfolgereiche weiterhin Solidi und Tremisses. Da jedoch das Ausprägen von Gold als kaiserliches Privileg galt, setzten sie bis zum Ende des Weströmischen Reichs (476) das Abbild des weströmischen und danach – teilweise bis weit ins 8. Jahrhundert hinein – das Abbild des oströmischen Kaisers auf die Vorderseite der Münzen, den sie nominell als Oberherrn anerkannten. In der Numismatik werden diese Münzen als pseudo-imperial bezeichnet.
So prägten die Westgoten in ihrem neuen gallischen Tolosanischen Reich 418–507 pseudo-imperiale Solidi und Tremisses mit Münzbildern der weströmischen Kaiser Honorius, Valentinian III. und Libius Severus und in ihrem nachfolgenden spanischen Toledanischen Reich 507–725 pseudo-imperiale Solidi und Tremisses mit den oströmischen Kaisern Anastasios I., Justin I., Justinian I. und Justin II. Erst ab dem westgotischen König Leovigild (569 bis 586) bis zur Eroberung durch die Araber 711/725 wurden Tremisses mit stark vereinfachten Darstellungen der westgotischen Könige in Umlauf gebracht. Ebenso prägten die Sueben von etwa 435 bis 585 in ihren neu gewonnenen spanischen Territorien pseudo-imperiale Solidi und Tremisses mit den weströmischen Kaisern Honorius und Valentinian III. auf dem Avers. Die Ostgoten unter Theoderich dem Großen und unter Athalarich prägten von 493 bis 534 Solidi und Tremisses in Rom, Mailand und Ravenna mit Münzbilder der Kaiser Anastasius und Justinian. Auch im Fränkischen Reich wurden unter den Merowingern von etwa 500 bis 587 pseudo-imperial Tremisses geprägt. Von etwa 587 bis 670 folgten dann Tremisses mit Münzbildern der merowingischen Herrscher, und ab 670 prägten die Merowinger nur noch Deniers aus Silber. Unter den Langobarden hatte der Solidus im Herzogtum Benevent sogar bis zum Herzog Sikard (832–839) Bestand.
In Ostrom jedoch, das nach dem Ende des weströmischen Kaisertums (476) später auch Byzanz genannt wurde (die Byzantiner sahen und bezeichneten sich weithin als Rhomaioi, also Römer), hatte der Solidus bis zur Eroberung von Konstantinopel (1453) Bestand.

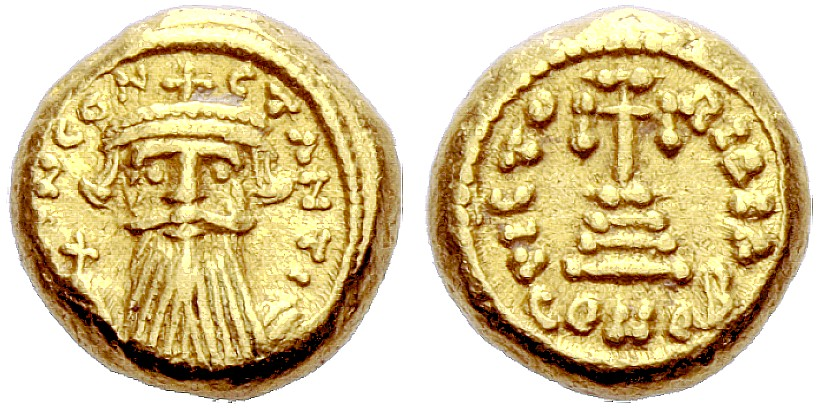
Solidus von Kaiser Constans II. 641–668 geprägt in Karthago

Im 6. und 7. Jahrhundert wurden auch reduzierte Solidi mit besonderer Kennzeichnung ausgegeben. Sie sind nur 20, 22 oder 23 Siliquae schwer, wobei ein Siliqua rund 0,1875 Gramm entsprach. Ihr ursprünglicher Verwendungszweck ist umstritten. Von der Forschung werden sie mit Tributzahlungen, mit Außenhandel oder mit den wechseltechnischen Erfordernissen bei Bronzegeldreformen in Verbindung gebracht.
Im 6. und 7. Jahrhundert veränderte sich aufgrund der zivilen und militärischen Eigenständigkeit des Exarchats von Karthago und des Exarchats von Ravenna die Form der Solidi in Karthago und Ravenna im Vergleich zu jenen, die in Konstantinopel geprägt wurden. Die karthagischen Solidi wurden im 7. Jahrhundert statt mit dem üblichen Durchmesser von 20 bis 22 mm nur noch mit einem Durchmesser von 10 bis 12 mm jedoch mit einer extremen Dicke geprägt, sodass das Standardgewicht des Solidus von rund 4,5 g unverändert blieb. In Ravenna hingegen wurde die Solidi im 6. Jahrhundert mit einem sehr breiten Rand geprägt.

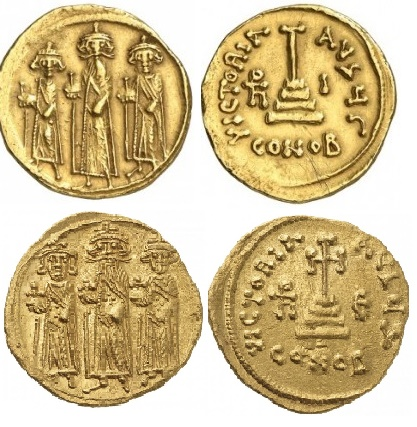
Arabo-byzantinischer Solidus (oben) geprägt unter dem Kalifen Mu'awiya nach dem Vorbild eines Solidus des Kaisers Herakleios.

Nach der Eroberung Syriens und Ägyptens durch die Araber ließ der erste umayyadische Kalif Mu'awiya (661–680) weiterhin Solidi prägen, wobei er jedoch die Kreuze durch Kugeln oder Balken ersetzen ließ. Erst durch die Münzreform des fünften umayyadischen Kalifen Abd al-Malik (685–705) im Jahre 696 wurde der Solidus durch den Dinar abgelöst.
Unter Kaiser Justinian II. (685–695 und 705–711) wurde auf der Vorderseite des Solidus erstmals Christus abgebildet. Im Zeitalter des Ikonoklasmus während des 8. und 9. Jahrhunderts musste das Christusporträt stark vereinfachten kaiserlichen Porträts weichen. Meist wurden verstorbene kaiserliche Vorgänger und noch lebende Familienmitglieder auf den Münzen dargestellt. Dadurch konnte ein Herrschaftsanspruch dynastisch legitimiert werden. Oder aber derselbe Herrscher taucht, kaum variiert, auf Vorder- und Rückseite auf. Seit die Christus- und Mariendarstellungen nach dem Ikonoklasmus die ganze Münzvorderseite beanspruchten, wich das kaiserliche Porträt wie unter Justinian II. wieder auf die Rückseite aus. In der Zeit der Makedonendynastie (867–1056) war es Brauch, den Herrscher zusammen mit dem Mitregenten oder der Gottesmutter zu zeigen.

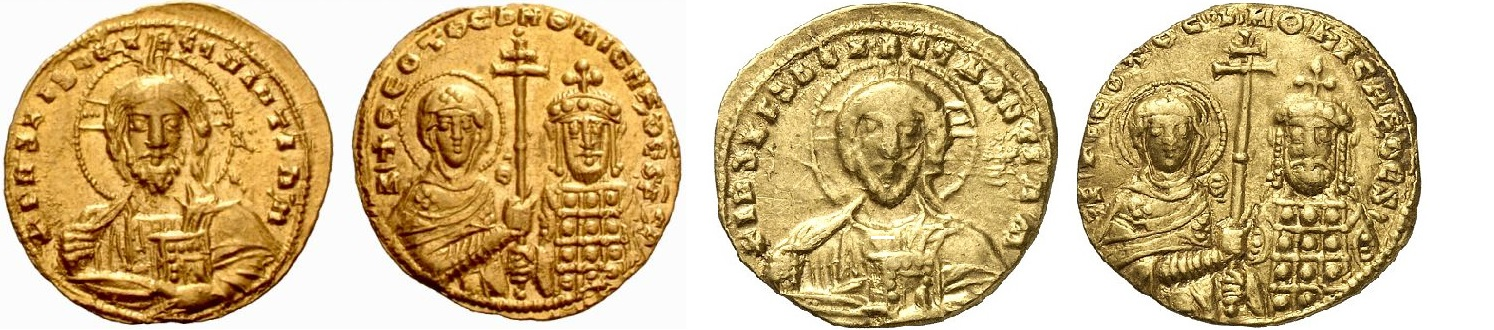
Histamenon links (4,42 g) und der leichtere Tetarteron (4,10 g) rechts von Kaiser Nikephoros II. (963–969)

Unter Kaiser Nikephoros II. Phokas (963–969) wurde neben dem Solidus eine Goldmünze mit lediglich 11/12 des üblichen Gewichts jedoch gleichem Goldgehalt ausgegeben. Über den Grund der Einführung dieser um ein 1/12 leichteren Münze gibt es unterschiedliche Meinungen. Laut dem byzantinischen Geschichtsschreiber Johannes Zonaras lag der Sinn dieser Änderung im (gescheiterten) Versuch, den Markt dazu zu bringen, die untergewichtigen Münzen zum Wert des alten Solidus zu akzeptieren. Die leichtere Münze wurde Tetarteron genannt, die vollgewichtige Solidus wurde ab diesem Zeitpunkt ἱστάμενον νόμισμα (Hi)stamenon nomisma oder kurz Histamenon genannt. Der Histamenon wog zwischen 4,4 und 4,5 g, die um ein 1/12 leichtere Goldmünze, die Tetarteron nomisma, zwischen 4,0 und 4,05 g.

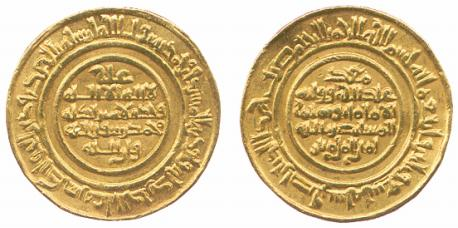
Dinar des Kalifen al-Mustansir 1036–1094 mit 4,05 g

Einige Numismatiker argumentierten, dass der Tetarteron mit dem fatimidischen Dinar durch die Gewichtsreduktion um ein 1/12 konvertibel wurde und so den Handel erleichtern sollte.
Ursprünglich gleich aussehend unterschieden sich beide Münzprägungen später auch äußerlich. Unter Kaiser Basileios II. (976–1025) wurde der Tetarteron kleiner und dicker, während der Histamenon immer größer und dünner wurde.

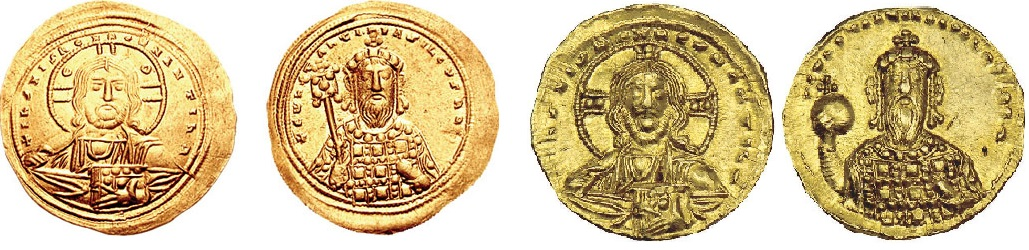
Histamenon (4,4 g) links und Tetarteron (4,1 g) rechts von Kaiser Konstantin VIII. (1025–1028)

Unter der Regentschaft von Kaiser Konstantin VIII. (1025–1028), begannen die beiden Münztypen sich auch ikonographisch zu unterscheiden.

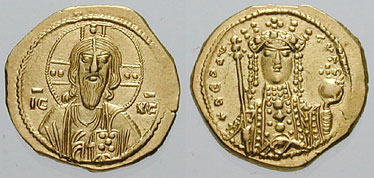
Tetarteron der Kaiserin Theodora III. (1055–1056).

Mitte des 11. Jahrhunderts hatte der Tetarteron nur noch einen Durchmesser von durchschnittlich 18 mm und ein Gewicht von durchschnittlich nur noch 3,98 g während der Histamenon zu dieser Zeit einen durchschnittlichen Durchmesser von 25 mm hatte (20 mm hatte der ursprüngliche Solidus) und sich in weiterer Folge zu einer schüsselförmig gewölbten Münze entwickelten. Solche schüsselförmig gewölbten Münzen werden allgemein auch als Skyphate (abgeleitet von Skyphos der altgriechischen Trinkschale) bezeichnet.
Über die Ursache dieser skyphatischen Entwicklung, die auch bei den byzantinischen Elektron- und Billion-Münzen der mittelbyzantinischen Zeit charakteristisch ist, gibt es zahlreiche Hypothesen.

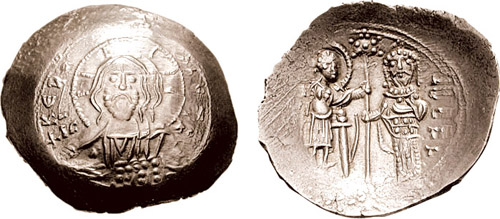
Histameon des Kaisers Alexios I Komnenos (1081–1118). Aufgrund der Hyperinflation ging der Goldgehalt vor der Münzreform 1092 gegen Null.

Der Solidus bzw. Histamenon und der Tetarteron waren bis Anfang des 11. Jahrhunderts von relativ konstanter Reinheit. Der Goldgehalt lag durchgängig zwischen 955 und 980 Tausendstel (23 bis 23,5 Karat). Ab Kaiser Michael IV. (1034–1041), der aus einfachen Verhältnissen stammte und vor seiner Krönung Geldwechsler war, begann die langsame Entwertung der byzantinischen Goldwährung durch schrittweise Verringerung des Goldgehalts. Die Entwertung verlief zuerst langsam und beschleunigte sich dann rapide: ca. 21 Karat (87,5 % Reinheit) während der Regierungszeit von Kaiser Konstantin IX. (1042–1055), 18 Karat (75 %) unter Kaiser Konstantin X. (1059–1067), 16 Karat (66,7 %) unter Kaiser Romanos IV. (1068–1071), 14 Karat (58 %) unter Michael VII. (1071–1078), 8 Karat (33 %) unter Nikephoros III. (1078–1081) und 0 bis 8 Karat während der ersten elf Jahre der Regierung von Kaiser Alexios I. (1081–1118).
Unter Alexios I. wurden im Rahmen der Münzreform von 1092 der bereits völlig entwertete Histamenon und Tetarteron abgeschafft und eine neue Goldmünze mit einem Goldgehalt von anfänglich 900 bis 950 Tausendstel eingeführt (21,6–22,8 Karat). Diese neue Münze wurde Hyperpyron genannt, wog wie der Solidus 4,5 g und hatte später einen Feingehalt von 21 Karat (Legierungsverhältnis von 21 Teilen Gold zu 3 Teilen anderem Metall bzw. 875/1000). Trotz des geringeren Goldgehalts wird der Hyperpyron als spätbyzantinischer Solidus eingeordnet. Das Hyperpyron blieb bis zur Eroberung von Konstantinopel (1453) im Umlauf, verlor aber aufgrund des sinkenden Goldgehalts zusehends an Wert. Unter der Doppelherrschaft von Johannes V. und Johannes VI. (1347–1353) wurde das Hyperpyron letztmals geprägt. Damit endet die römisch-byzantinische Goldwährung des Solidus, die seit der Einführung unter Konstantin des Großen länger als ein Jahrtausend Bestand hatte.

## Qualitätskennzeichnung
Zur Qualitätskennzeichnung wurden einige Solidi unter Konstantin und seinen Söhnen mit der Zahl LXXII auf dem Revers gekennzeichnet, womit garantiert wurde, dass das Gewicht 1/72 des römischen Pfunds (rd. 325 Gramm) also rd. 4,5 Gramm betrug. Vom Ende des 4. bis zum Anfang des 8. Jahrhunderts wurden auf allen Solidi die Buchstaben OB auf dem Revers geprägt. OB hatte eine Doppelbedeutung: Im griechischen Zahlensystem steht Omikron Beta für die Zahl 72. Anderseits steht OB auch für ὄβρυζον Obryzon also für reines Gold bzw. für obrussum aurum oder obryzum aurum also für die Feuerprobe des Goldes und somit für das durch Feuer gereinigte Gold. Nach Untergang der weströmischen Reichshälfte wurde OB in Kombination mit dem Kürzel CON als CONOB dargestellt. Diese Angabe ist nicht als Münzstättenangabe zu verstehen, sondern ist eine Qualitätskennzeichnung und bedeutet Κωνσταντινοπόλεως Oβρύζον, was so viel heißt wie: „Der rechte Standard von Konstantinopel“. Alternativ war auch das Kürzel COMOB gebräuchlich, wobei COM für comitatus, also den Kaiserhof, stand.

## Münzstätten
Solidi wurden vor dem Verlust der weströmischen Reichshälfte in folgenden Münzstätten geprägt: Alexandria, Antiochia, Aquileia, Arelate, Karthago, Konstantinopel, Cyzicus, Heraclea, Londinium, Lugdunum, Mediolanum, Nicomedia, Ravenna, Rom, Sirmium, Siscia, Thessalonica, Ticinum und Augusta Treverorum. Daneben gab es noch einige Solidi prägende Münzstätten, die nur kurzfristig z. B. wegen eines Usurpators operierten (Ambianum unter Magnentius, Barcino unter Maximus etc.)
Im 7. Jahrhundert verringerte sich die Anzahl der Münzstätten aufgrund des Verlusts des Balkans an die Slawen, halb Italiens an die Langobarden sowie Syriens, Ägyptens und schließlich ganz Nordafrika an die Araber drastisch. Im Osten überlebte nur Konstantinopel als einzige Münzstätte, während die Münzstätten im Westen nur solange operierten, wie sie in byzantinischer Hand waren (Karthago bis 698, Ravenna bis 751 und Syrakus bis 878). Die Münzstätte in Thessalonica wurde im 11. Jahrhundert wieder in Betrieb genommen, verfügte aber über keine eigene Münzstättenkennung.
Die byzantinischen Münzstätten, die Solidi prägten, wurden Monetae aureae genannt. Die Monetae aureae der Provinzen Karthago, Ravenna und Syrakus waren unmittelbar der zentralen Finanzverwaltung in Konstantinopel unterstellt. Solidi aus den Provinzen sind lediglich durch einen jeweils eigenwilligen, häufig sehr selbstständigen Stil und oft durch einen geradezu expressionistischen Charme von jenen aus Konstantinopel zu unterscheiden. Das weitaus größte byzantinische Goldprägevolumen war jedoch immer Konstantinopel vorbehalten. Gold wurde meist nur auf direkte Anordnung aus der Hauptstadt geprägt. Die Monetae aureae waren wiederum in verschiedene Werkstätten, Officinae eingeteilt. Diese Offizinen versahen ihre Münzen mit einem Zeichen, gewöhnlich Buchstaben des griechischen Alphabets, so dass man sofort sehen konnte, wer für die Prägung verantwortlich war. Damit wurde der Gefahr von Betrügereien in den Münzstätten begegnet, etwa der unrechtmäßigen Verminderung von Gewicht oder Feingehalt. In der Moneta aurea zu Konstantinopel gab es 10 Offizinen, die mit den ersten 10 Buchstaben des Alphabets gekennzeichnet waren. Die Offizinangabe befindet sich gewöhnlich am Ende der Reverslegende. Diese Vielfalt an Münzstätten und Offizinen ging mit der Verringerung der Reichsgröße durch die Islamische Expansion nach 700 weitgehend verloren.

## Verschiedenes
Der Name Solidus hielt sich noch lange für verschiedene Geldwerte. Schließlich ging er im Hochmittelalter, als Feinheit und Kurswert der Münze immer mehr herabsanken, auf Kupfermünzen, wie den italienischen Soldo, den spanischen Sueldo und den französischen Sol (später Sou), über. In mittelalterlichen Dokumenten wird der Schilling oft mit der lateinischen Bezeichnung Solidus verwendet (siehe zum Beispiel Münzstätte Weimar, Brakteatenzeit, Sachsenpfennig – Münzfuß).
Im Mittelalter hielten die Friesen lange am Goldsolidus und seinem Drittelstück, dem Goldpfennig, fest, bevor nach und nach der im Sinne einer Rechnungseinheit ebenfalls als „Solidus“ bezeichnete fränkische Silberschilling – äquivalent zur Goldtremisse – Einzug auf friesischem Gebiet hielt.
Vom Solidus leiten sich auch die Wörter Sold, Söldner und Soldat ab. Saldo, solide, solidarisch und konsolidieren sind etymologisch hingegen direkt auf das lateinische Adjektiv solidus („fest, zuverlässig, wahrhaftig, ganz, treu“) zurückzuführen, nicht auf den Namen der Münze.